# Інтерв'ю з Богом
«Інтерв'ю з Богом» (англ. An Interview with God) — американська детективна драма про успішного журналіста, який повернувся з війни в Афганістані та зустрів людину, яка називає себе Богом.

## Сюжет
Успішний журналіст Пол Ашер, який пише на християнські теми, повертається із Афганістану після серії репортажів про війну. Повернувшись додому, він намагається вирішити особисту кризу — це наслідки свого досвіду, невдалий шлюб і зміцнити віру, яка почала зникати. Не знаючи, куди звернутися, Пол бере інтерв'ю у загадкового чоловіка (Девід Стретейрн), який стверджує, що він Бог. Вони запланували три інтерв'ю по 30 хв. Під час розмови із ним, молодий журналіст опиниться на роздоріжжі, намагаючись відповісти на питання: «Кого ми називаємо Богом?»
Що допитливий журналіст запитає у Бога під час інтерв'ю? Що отримає у відповідь?

## У ролях
| Актор               | Роль              |
| ------------------- | ----------------- |
| Брентон Твейтс      | Пол Ашер          |
| Девід Стретейрн     | Бог               |
| Яель Гробглас       | Сара Ашер         |
| Чарлбі Дін          | Грейс             |
| Гілл Гарпер         | Гері              |
| Боббі Ді Чікко      | Боббі             |
| Меган Кімберлі Сміт | офісна працівниця |

## Створення фільму

### Виробництво
Основні зйомки проходили в Нью-Йорку та завершились 30 червня 2016 року. Прем'єра фільму була запланована на 2017 рік, але стрічку вперше продемонстрували 20 серпня 2018 року.

### Знімальна група
- Кінорежисер — Перрі Ленг
- Сценарист — Кен Агуадо
- Кінопродюсери — Кен Агуадо, Фред Бернстейн
- Композитор — Єн Гонімен
- Кінооператор — Френк Прінзі
- Кіномонтаж — Стів Джекс, Джеймі Кіркпатрік
- Художник-постановник — Деббі ДеВіллі
- Артдиректор — Анжела Каллен
- Художник-декоратор — Ейджа Купер
- Художник-костюмер — Синтія Флінт
- Підбір акторів — Джуні Лоурі-Джонсон[6]

## Прокат
Фільм надійшов в обмежений прокат. У США фільм показували лише три дні — 20-22 серпня 2018 року.
В Україні фільм був у прокаті з 7 лютого 2019.

## Критика
Фільм отримав переважно схвальні відгуки. На сайті Rotten Tomatoes оцінка стрічки становить 60 % на основі 5 відгуків від критиків (середня оцінка 6,4/10) і 68 % від глядачів із середньою оцінкою 3,7/5 (140 голосів). Фільму зарахований «свіжий помідор» від кінокритиків та «попкорн» від глядачів, Internet Movie Database — 5,7/10 (2 073 голоси), Metacritic — 6,3/10 (10 відгуки від глядачів).